# Bas Leinders
Bas Leinders (ur. 16 lipca 1975 w Bree) – belgijski kierowca wyścigowy.
Belg karierę rozpoczął od kartingu. W tej dyscyplinie oprócz dwukrotnego mistrzostwa swojego kraju, zdobył również tytuł Mistrza Europy. 
Po zakończeniu barwnej kariery kartingowej, zadebiutował w Beneluksowej Formule Ford. Nieoczekiwanie zdobył w niej tytuł mistrzowski. W następnym sezonie brał już udział w dużo bardziej prestiżowym, brytyjskim odpowiedniku tej serii. Ponownie jednak zachwycił wszystkich, zgarniając tytuł już w pierwszym sezonie startów. 
Po zdobyciu kolejnego tytułu, tym razem w Europejskiej Formule Opel, Leinders postanowił zaangażować się w Niemiecką Formułę 3, gdyż tylko w taki sposób mógł popchnąć swoją karierę do przodu. Jak się okazało, w tej serii nie było już tak łatwo osiągnąć znaczący sukces i Belg musiał zadowolić się dopiero 7. miejscem w końcowej klasyfikacji. Na ten sukces Basa nie trzeba było jednak czekać długo, gdyż już w drugim podejściu nie miał sobie równych. 
Dzięki tak wielkim sukcesom wreszcie awansował do samego przedsionka Formuły 1 - Europejskiej Formuły 3000. Pomimo dużych oczekiwań, Leindersowi nie wiodło się najlepiej w tej serii. W ciągu trzech lat startów kilkakrotnie nie zdołał zakwalifikować się do wyścigów, a jego najlepszą pozycją w wyścigu było dwukrotnie drugie miejsce. Najlepiej poradził sobie w ostatnim podejściu, kiedy to zajął i tak odległą 7. pozycję w klasyfikacji generalnej z dorobkiem zaledwie 17 punktów. 
W latach 2002–2003 po zniesmaczeniu w F3000 brał udział w mającej coraz większy prestiż World Series by Nissan (obecnie World Series by Renault). W przeciwieństwie do wcześniejszego serialu, tutaj radził sobie znakomicie. W obu sezonach rywalizacje zakańczał na 3. pozycji, łącznie wygrywając cztery wyścigi. 
Świetne występy skłoniły włoski zespół Minardi do zakontraktowania go w roli głównego kierowcy testowego. Ten sezon wówczas poświęcił całkowicie F1, będąc regularnie piątkowym kierowcą (wyjątek to inauguracyjne GP Australii). Pomimo tego nigdy nie zadebiutował w elicie najlepszych kierowców świata. 
Od sezonu 2005 bierze udział w mistrzostwach samochodów sportowych - FIA GT (mistrzostwa świata FIAGT1).